# Cyanure (roman)
Cyanure (titre original : Snöstorm och mandeldoft) est un roman court policier de Camilla Läckberg qui a été publié en Suède en 2006, tandis que la version française a été publiée le 2 novembre 2011 aux éditions Actes Sud dans la collection Actes noirs.

## Résumé
À l'occasion des fêtes de fin d'année, toute la famille Liljecrona se rend sur la petite île de Valö où ils louent une maison quelques jours. Mais la réunion familiale vire au funeste : Ruben, le grand-père, meurt des suites d'un empoisonnement au cyanure. Une tempête de neige fait rage à l'extérieur et condamne tous les personnages à demeurer dans la maison plusieurs jours. C'est alors une enquête à huis clos qui commence pour Martin Molin, qui doit se démener pour préserver les preuves tout en trouvant le responsable de la mort de Ruben. L'enfermement va très vite donner lieu à des règlements de compte entre les différents membres de la famille, ce qui ne va pas faciliter le travail d'enquêteur de Martin pour trouver le coupable. 

## Personnages
- Martin Molin, jeune policier et petit ami de Lisette. En l'absence de son collègue plus expérimenté Patrick Hedström et à cause de la tempête de neige qui isole tous les personnages, c'est Martin qui va devoir mener seul l'enquête autour de la mort de Ruben.
- Lisette Liljecrona, jeune femme étudiante qui vit aux crochets de l'argent de poche de son grand-père. Elle invite Martin à sa réunion de famille afin de montrer à son grand-père qu'elle devient mature, elle espère ainsi avoir une bonne part de son héritage. En réalité, elle n'a que peu de sentiments pour Martin.
- Ruben Liljecrona, grand-père de la famille et milliardaire. Après avoir eu des problèmes de santé, Ruben désigna ses deux fils, Harald et Gustav, pour diriger son entreprise multinationale. Ruben aide financièrement tous les membres de sa famille afin qu'ils puissent développer leur propre entreprise ou mener leurs études.
- Mattias (dit Matte) Liljecrona, le frère de Lisette. Matte souffre de troubles nerveux qui le conduisent à des crises de panique ou a des dépressions. Il a une très bonne relation avec son grand-père, Matte étant le seul membre de la famille qui n'est pas intéressé par son argent.
- Harald Liljecrona, père de Lisette et Matte, fils de Ruben. Il est le PDG de l'entreprise de Ruben.
- Britt-Marie (dit Britten) Liljecrona, femme de Harald et mère de Lisette.
- Gustav Liljecrona, fils de Ruben et mari de Vivi. C'est lui qui gère les finances de l'entreprise aux côtés de son frère Harald.
- Viveca (dit Vivi) Liljecrona, femme de Gustav, mère de Bernard et Miranda. Vivi est une femme très angoissée à cause d'un secret qui la ronge.
- Bernard Liljecrona, fils de Gustav et Vivi. Bernard est un homme travaillant dans les finances. Sournois, moqueur et hautain, il ne manque pas d'agacer Martin et Matte.
- Miranda Liljecrona, fille de Harald et Vivi. Miranda est une très belle femme qui tente de créer sa société dans le domaine de la mode. Elle est née d'une relation adultère entre Vivi et Harald.
- Börje, propriétaire de la maison.
- Kerstin, femme de Börje.

## Éditions françaises
Éditions imprimées
- Camilla Läckberg (trad. du suédois par Lena Grumbach), Cyanure [« Snöstorm och mandeldoft »], Arles, Actes Sud, coll. « Actes noirs », 2 novembre 2011, 156 p., 20 cm (ISBN 978-2-330-00134-6, BNF 42553992)
- Camilla Läckberg (trad. du suédois par Lena Grumbach), Cyanure [« Snöstorm och mandeldoft »], Cergy-Pontoise, À vue d'œil, coll. « 18-19 : suspense », 15 mai 2012, 254 p., 22 cm (ISBN 978-2-84666-710-4, BNF 42684047)Édition en gros caractères.
- Camilla Läckberg (trad. du suédois par Lena Grumbach), Cyanure [« Snöstorm och mandeldoft »], Arles, Actes Sud, coll. « Babel noir » (no 71), 10 octobre 2012, 154 p., 18 cm (ISBN 978-2-330-01344-8, BNF 42763510)Première édition au format de poche.

Livre audio
- Camilla Läckberg (trad. Lena Grumbach), Cyanure [« Snöstorm och mandeldoft »], Paris, Éditions Thélème, 12 septembre 2013 (ISBN 978-2-87862-848-7, BNF 43708255)Narratrice : Élodie Huber ; format : 1 disque compact audio MP3 : durée : 3 h 20 min environ.